# Kenney
Kenney è una comunità non incorporata degli Stati Uniti d'America, situata nella contea di Austin dello Stato del Texas. Il suo Zoning Improvement Plan è 77452. Secondo il censimento effettuato nel 2000 i residenti erano circa 200.

## Geografia

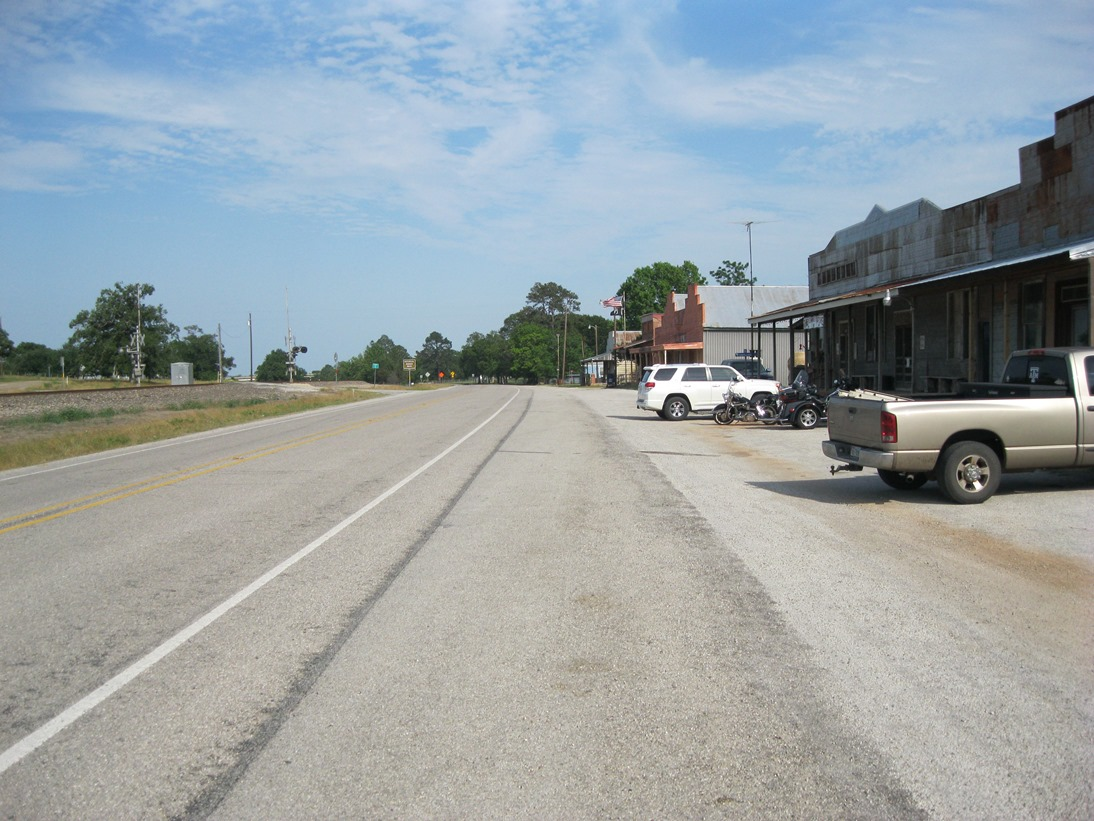
Loop 497 dove sono presenti diverse attività commerciali

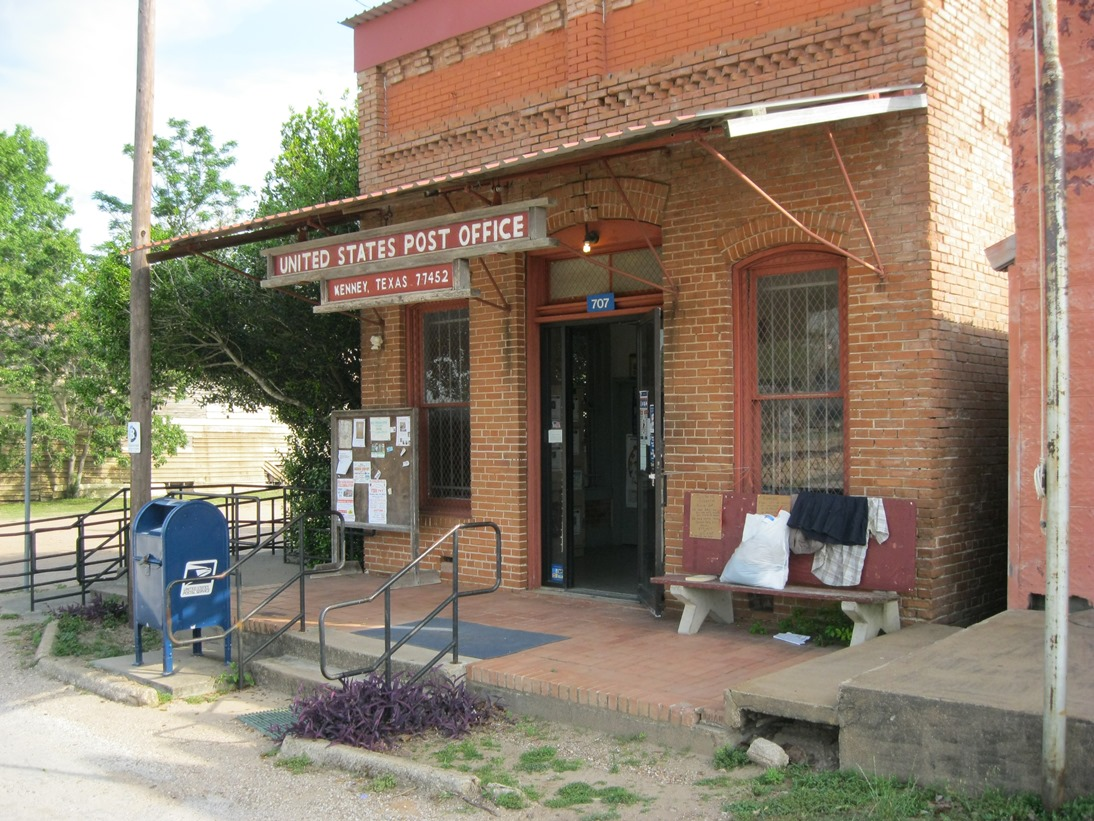
Ufficio postale di Kenney sulla Loop 497

La città è situata a 30°02′52″N 96°19′37″W, nella parte nord-orientale della contea.
Si trova lungo la State Highway 36, distante 8 miglia a nord della città di Bellville, il capoluogo di Austin County.

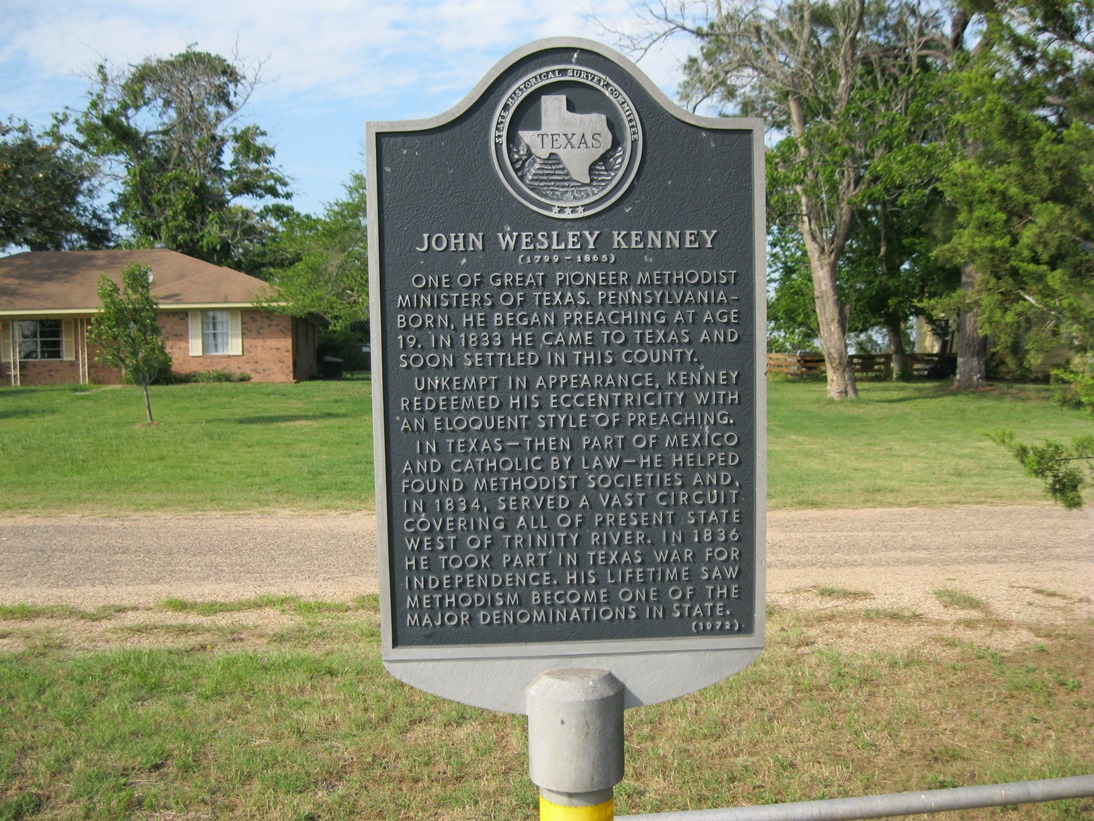
Segnale storico che fornisce una breve biografia del pioniere evangelista John Wesley Kenney, da cui la comunità prende il nome

### Clima
Il clima in questa zona è caratterizzato da temperature relativamente elevate e precipitazioni distribuite uniformemente durante tutto l'anno. Secondo la Classificazione dei climi di Köppen il tempo era subtropicale umido, abbreviato nelle mappe climatiche con Cfa.
| Kenney              | Mesi | Mesi | Mesi | Mesi | Mesi | Mesi | Mesi | Mesi | Mesi | Mesi | Mesi | Mesi | Stagioni | Stagioni | Stagioni | Stagioni | Anno  |
| Kenney              | Gen  | Feb  | Mar  | Apr  | Mag  | Giu  | Lug  | Ago  | Set  | Ott  | Nov  | Dic  | Inv      | Pri      | Est      | Aut      | Anno  |
| ------------------- | ---- | ---- | ---- | ---- | ---- | ---- | ---- | ---- | ---- | ---- | ---- | ---- | -------- | -------- | -------- | -------- | ----- |
| T. max. media (°C)  | 16   | 18   | 22   | 26   | 29   | 33   | 35   | 36   | 32   | 28   | 22   | 17   | 17       | 25,7     | 34,7     | 27,3     | 26,2  |
| T. min. media (°C)  | 4    | 6    | 10   | 14   | 18   | 22   | 23   | 23   | 20   | 14   | 9    | 6    | 5,3      | 14       | 22,7     | 14,3     | 14,1  |
| Precipitazioni (mm) | 79   | 80   | 80   | 91   | 114  | 97   | 66   | 69   | 97   | 99   | 99   | 91   | 250      | 285      | 232      | 295      | 1 062 |